# Kyknos (Sohn des Ares)

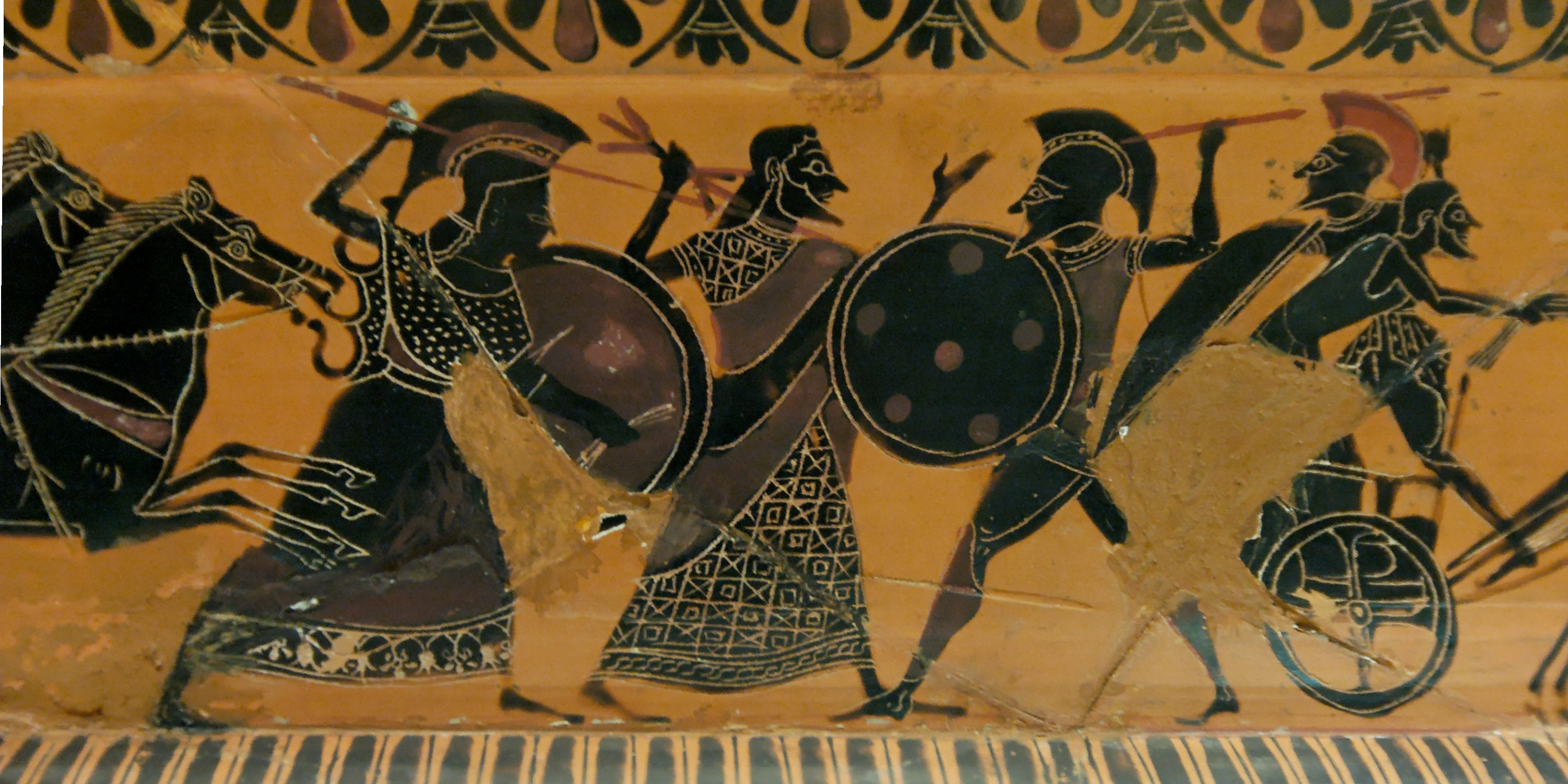
Zeus (Mitte) trennt Athene (links) and Ares (rechts), während Kyknos vor Herakles flieht, der sich in seinem Streitwagen nähert (rechts außen). Attisch-schwarzfiguriger Volutenkrater, ca. 540–510 v. Chr., signiert von Nikosthenes.

Kyknos (altgriechisch Κύκνος Kýknos, deutsch ‚Schwan‘) ist in der griechischen Mythologie der Sohn des Gottes Ares und der Pelopeia. Er war König von Amphanai in Makedonien.
Zu Ehren seines Vaters wollte Kyknos einen Tempel aus den Knochen erschlagener Reisender errichten. Als der Tempel fast fertig gebaut war, stieß Kyknos in der Nähe des Flusses Echedoros auf Herakles und forderte ihn zum Zweikampf, um mit seinen Knochen den Tempel zu vollenden. Als Ares von dem Kampf erfuhr, geriet er in Wut und wollte seinem Sohn zur Hilfe eilen. Er wurde aber von Athene aufgehalten, damit er sich von den Moiren anhören solle, was das Schicksal für Kyknos vorgesehen habe. Die Moiren sagten, dass Kyknos von Herakles erschlagen werde, wenn Herakles nicht vorher erschlagen werden würde. Über diese Vorhersage geriet Ares noch mehr in Wut. Er begab sich zum Kampfplatz und wollte einen Schlag gegen Herakles ausführen, als Athene erschien und den Schlag verhinderte. Herakles nutzte die Möglichkeit und verwundete Ares am Schenkel. Ares akzeptierte daraufhin Kyknos’ Schicksal und kehrte auf den Olymp zurück. Kyknos wurde von Herakles getötet, und der Tempel wurde nie fertiggestellt.